# Clett (Thurso)
Pour les articles homonymes, voir Clett.
Clett est un stack du Royaume-Uni située en Écosse, dans l'archipel des Hébrides intérieures.